# Metridia similis
Metridia similis är en kräftdjursart som beskrevs av Brodsky 1950. Metridia similis ingår i släktet Metridia och familjen Metridinidae. Inga underarter finns listade i Catalogue of Life.